# 31-ша піхотна дивізія (Російська імперія)
31-ша піхотна дивізія — піхотне з'єднання в складі Російської імператорської армії.

## Історія
Сформована наказом військового міністра № 285 від 13 серпня 1863 року в кількості 12 піхотних дивізій (з 23-ї по 34-ту) (на формування яких були перетворені полки розформованих 1-ї, 2-ї, 3-ї і 5-ї резервних піхотних дивізій) і передана до складу Віленського військового округу з виключенням з-під підпорядкування начальника резервів армійської піхоти (згодом передана в Харківський військовий округ). Керівництво дивізії було сформовано заново.
Дивізія — учасниця Люблін-Холмської битви 9 — 22 липня 1915 року. 
До січня 1918 дивізія з додатковою артилерійської бригадою, що знаходилися в складі 10-го армійського корпусу 9-ї армії, були українізовані.

## Склад
- 1-ша бригада (Харків)
  - 121-й піхотний Пензенський генерал-фельдмаршала графа Мілютіна полк
  - 122-й піхотний Тамбовський полк
- 2-а бригада (1903: Курськ; 1913: Харків)
  - 123-й піхотний Козловський полк
  - 124-й піхотний Воронезький полк
- 31-ша артилерійська бригада (1903: Білгород)

## Командування дивізії

### Начальники дивізії
- 15.08.1863 - 06.07.1865 - генерал-майор (з 30.08.1863) Ведемейер Микола Олександрович
- 06.07.1865 - 20.09.1878 - генерал-майор (з 16.04.1867 генерал-лейтенант) Вельямінов Микола Миколайович
- Хх.хх.1878 - до 09.06.1879 - генерал-майор Висоцький Микола Федорович
- 09.06.1879 - 16.12.1889 - генерал-лейтенант Желтухін Василь Романович
- 16.01.1890 - 10.02.1890 - генерал-майор Каханов Семен Васильович
- 19.02.1890 - 18.12.1900 - генерал-лейтенант Будде Віктор Еммануїлович
- 22.02.1901 - 08.03.1903 - генерал-лейтенант Кублицький Петро Софронович
- 01.07.1903 - 09.03.1905 - генерал-лейтенант Мау Микола Іванович
- 09.03.1905 - 28.06.1907 - генерал-майор (з 13.05.1905 генерал-лейтенант) Васильєв Костянтин Григорович
- 29.07.1907 - 22.09.1909  - генерал-лейтенант Волковицький, Володимир Ільдефонсовіч
- 03.10.1909 - 01.09.1912 - генерал-лейтенант Бухгольц Володимир Єгорович
- 23.09.1912 - 06.10.1914 - генерал-лейтенант Протопопов Микола Іванович
- 06.10.1914 - 24.10.1915 - генерал-майор (з 13.01.1915 генерал-лейтенант) Кузнєцов Полікарп Олексійович
- 24.10.1915 - 18.04.1917 - генерал-майор (з 14.07.1916 генерал-лейтенант) Федяй Леонід Васильович
- 20.05.1917 - 03.03.1918 - генерал-майор Волховський Михайло Миколайович